# Парголово (станція)
Парголово — вузлова товарно-пасажирська станція Виборзького напрямку Жовтневої залізниці в селищі Парголово. Розташована між станціями Шувалово та Левашово.
Має 6 колій, 2 платформи, старовинний вокзал, побудований фінським архітектором Бруно Гранхольмом, і регульований залізничний переїзд зі шлагбаумом.
Є вузловою: в південній горловині станції закінчується Окружна лінія Жовтневої залізниці («стратегічна лінія»). Ця лінія (Парголово — Парнас — Ручьї - Полюстрово — Дача Долгорукова (Ладозький вокзал) — Глухоозерська — Волковська — Квіткова — Нарвська — Автово) прямує майже 2 км паралельно Виборзькому ходу перш, ніж повернути до Парнасу.
Електрифікована в 1951 році в складі дільниці Санкт-Петербург-Фінляндський — Зеленогорськ. Реконструйовано під швидкісні потяги у 2008-2009 роках.
На станції мають зупинку все приміські електропоїзди, крім поїздів підвищеної комфортності.